# Ensembl
Ensembl est un système bio-informatique d'annotation automatique de génomes. C'est un projet conjoint de l'European Bioinformatics Institute (EBI) et du Wellcome Trust Sanger Institute dont l'idée centrale est d'organiser de vastes champs d'information biologique autour de séquences génomiques.

## Annotation automatique
Pour chaque génome analysé, Ensembl tente d'identifier par un processus automatique l'ensemble des gènes qu'il contient. Il s'appuie pour cela sur des données de séquences existantes (ARN, protéines), qu'il « raccroche » sur le génome, pour en déduire la structure des gènes.
Sur cette première strate d'annotation, celle de la structure des gènes, Ensembl va ajouter d'autres éléments, parmi lesquels :
- variations communes (polymorphismes) ;
- éléments régulateurs des gènes ;
- informations sur les protéines codées par les gènes ;
- annotations externes, à travers le Distributed Annotation System (DAS) ;
- gènes similaires d'autres organismes ;
- maladies génétiques et syndromes cliniques.

## Les différentes facettes d'Ensembl
Ensembl se présente d'abord comme un « navigateur de génomes » (« Genome Browser ») permettant d'explorer et de visualiser à différents niveaux les génomes de nombreux organismes.
Ensembl est aussi une base de données ouverte dans laquelle on peut librement venir puiser, soit directement, soit à travers une interface de programmation, soit par le système d'interrogation BioMart.
Enfin, Ensembl est une infrastructure logicielle ouverte qui permet de construire différents systèmes organisant des données liées aux séquences génomiques.

## Culture
Le projet Ensembl est animé par une culture d'ouverture extensive, ce qui se traduit par :
- une pluralité de modes d'accès aux données : par le site Web, par téléchargement, par l'interface de programmation ;
- par l'intégration de sources de données externes, en particulier par le système DAS ;
- par l'accès à l'intégralité des programmes sources ;
- par l'existence d'un HelpDesk et de listes de discussion.

#### Sites
- Ensembl
- Vega, base de données d'annotations manuelles, de haute qualité, de génomes de vertébrés
- Autres navigateurs de génomes: UCSC Genome Browser, NCBI Map Viewer